# 月世界の女
『月世界の女』（げつせかいのおんな、独: Frau im Mond）は、ドイツのサイレント映画である。
初公開は1929年10月15日、ベルリンのウーファ・パラスト・アム・ツォー、観客は2000人だった。監督はフリッツ・ラングで、当時彼の妻だったテア・フォン・ハルボウが前年に出版した小説『Die Frau im Mond』を原作としている。1928年10月から1929年6月にかけて、ベルリン近郊のノイバーベルスベルクにあるUFAスタジオで撮影された。
ロケットの発射シーンでは多段式ロケットを採用するなど当時としては画期的で、本格的SF映画の古典の一つとみなされている。

## あらすじ
青年ヘリウスは、30年前「月には金鉱がある」と主張し学界の笑いものになったマンフェルト教授とともにロケットでの月旅行を計画する。愛していた天文学者のフリーデが親友ヴィンデガーと婚約したこともあり、ヘリウスはますます計画に没頭。ターナーと名乗る怪しい山師の資金援助もありロケット「フリーデ号」は完成する。ヘリウス、マンフェルト教授、フリーデ、ヴィンデガー、ターナー、さらに密航者のグスタフ少年を乗せてロケットは発射。無事月に到着するも、仲間割れがはじまり、生き残った者たちには究極の選択が強いられる……。

## 影響
ロケット打ち上げシーンは、実際の宇宙開発にも大きな影響を与えた。とくにアメリカの宇宙開発競争への影響が指摘されている。
- ロケットは高い建物の中で建造され、発射台に移動される。
- ロケット発射にあたってカウントダウンが用いられる[4][6]。カウントダウンはこの映画で最初に用いられ、以後、実際のロケット発射に使われるようになった。[2]
- ロケットは水を張ったプールから打ち上げられる。現在でも水は発射時の高熱の吸収・放散および排気音を抑えるために用いられている。
- 宇宙空間でロケットは切り離される。現代の多段式ロケットの原理である。
- 乗組員は打ち上げ時と軌道に乗る前の加速時の耐Gのため水平ベッドに横たわる。
- 無重力時に床に足を固定させる。（現在は面ファスナーを使用）。

映画の科学考証にあたったのはロケット工学者のヘルマン・オーベルトである。オーベルトは映画のためにロケットを建造するつもりだったが、期間と技術的問題でできなかったが　宇宙旅行協会のヴェルナー・フォン・ブラウンたちの間で評判となり、ペーネミュンデ陸軍兵器実験場で最初の打ち上げに成功したV2ロケットの基部には「Frau im Mond」のロゴが描かれていた。オーベルト以外にも、後にアメリカに渡り科学ライターとなるウィリー・レイが監修として参加している。こうした点はナチスが極秘裏に勧めていたV2ロケット計画と酷似していたため、1933年から1945年の間、上映禁止になっている。
ロケットが登場するトマス・ピンチョン『重力の虹』にこの映画のことが言及されている。

## スタッフ
- 監督：フリッツ・ラング
- 原作：テア・フォン・ハルボウ
- 脚本：テア・フォン・ハルボウ

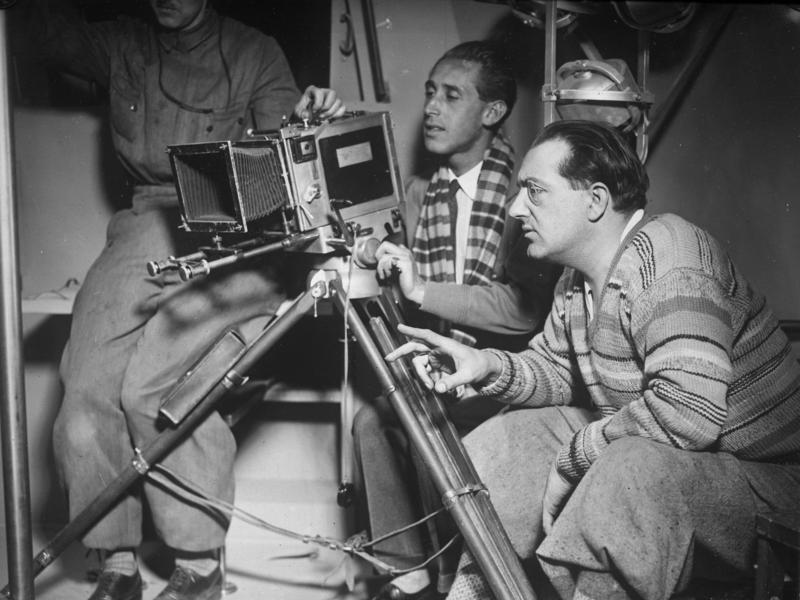
『月世界の女』を撮影中のフリッツ・ラング（右端）

- 撮影：クルト・クーラン、オスカー・フィッシンガー、コンスタンチン・イルメン・チェット、オットー・カントレク

## キャスト
- ヘリウス - ヴィリー・フリッチ
- マンフェルト教授 - クラウス・ポール（ドイツ語版）
- フリーデ - ゲルダ・マウルス
- ヴィンデガー - グスタフ・フォン・ヴァンゲンハイム（ドイツ語版）
- ターナー - フリッツ・ラスプ
- グスタフ - グストル・グステッテンバウアー（ドイツ語版）